# Slavošov
Slavošov (en allemand : Slawoschow) est une commune du district de Kutná Hora, dans la région de Bohême-Centrale, en République tchèque. Sa population s'élevait à 146 habitants en 2020.

## Géographie
Slavošov se trouve à 5 km au nord-est de Zruč nad Sázavou, à 23 km au sud-sud-ouest de Kutná Hora et à 62 km au sud-est de Prague.
La commune est limitée par Zbraslavice au nord-ouest et au nord, par Bohdaneč et Zbraslavice à l'est, par Pertoltice et Dolní Pohleď au sud, et par Zruč nad Sázavou à l'ouest.

## Histoire
La première mention écrite de la localité date de 1323.

## Administration
La commune se compose de trois quartiers :
- Slavošov
- Hranice
- Věžníkov